# 阿拉伯联合酋长国标准时间

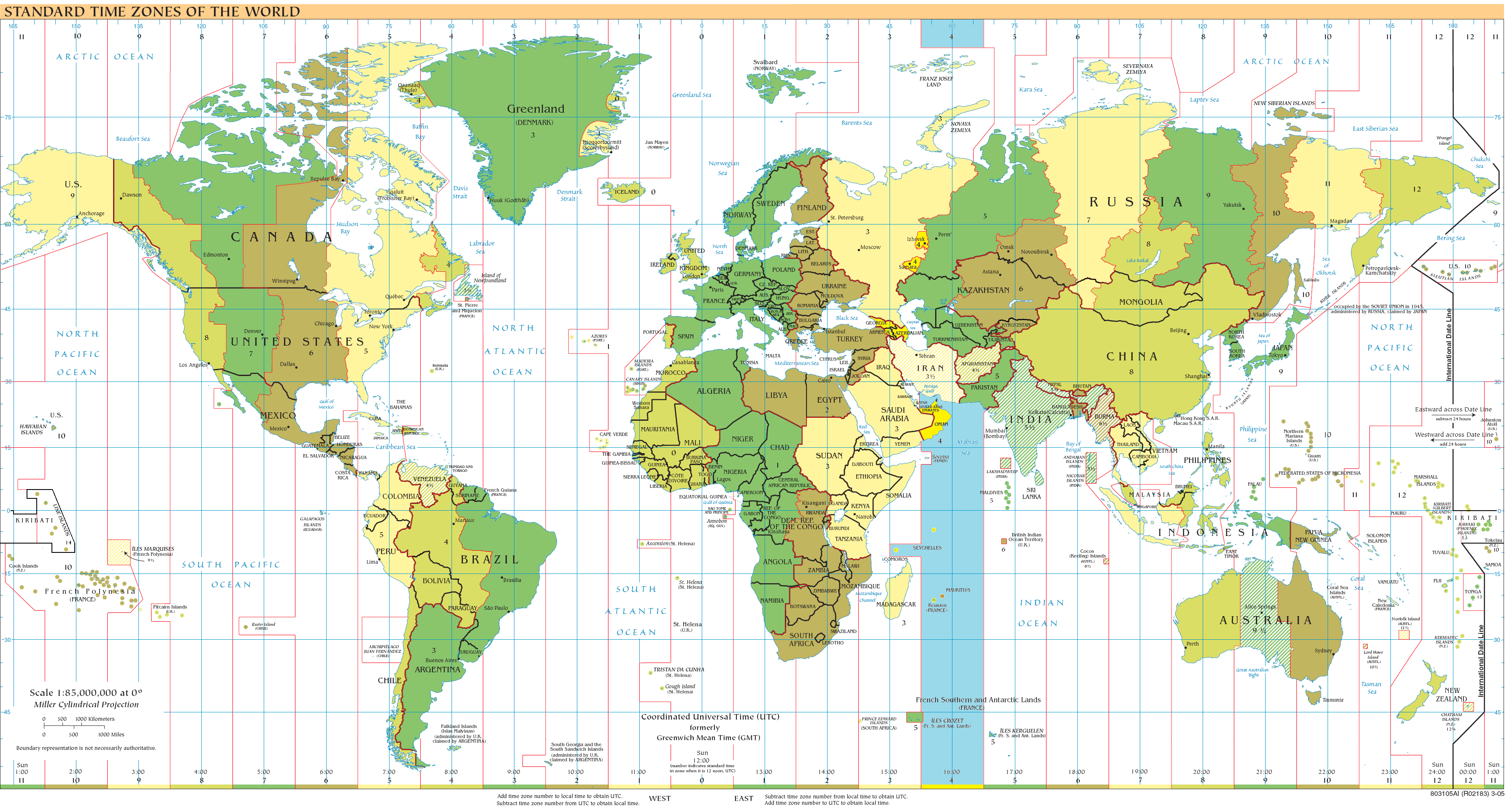
UTC+04:00 time zone (blue)

阿拉伯联合酋长国时区是阿拉伯联合酋长国适用的时区。该时区比协调世界时快4小时（UTC+4）。阿拉伯联合酋长国时区没有夏时制。
IANA时区数据库在zone.tab中包含一个阿拉伯联合酋长国地区，名为Asia/Dubai。